# Tomáš Školoudík
Tomáš Školoudík (ur. 24 października 1985 w Dobřanach) – czeski model i aktor filmów pornograficznych występujący pod pseudonimem Tommy Wood.
Zadebiutował na wybiegu dla Gucciego i kampanii reklamowej Gap Inc., magazyn „Týden” („Tydzień”) w 2011 nazwał go jednym z najbardziej znanych czeskich modeli, w 2012 w rankingu serwera Models.com został wybrany jako jeden z „50 najseksowniejszych mężczyzn na świecie”.

## Życiorys

### Wczesne lata
Urodził się w Dobřanach, w kraju pilzneńskim, w Czechosłowacji. Przez dziewięć lat grał w piłkę nożną i uczęszczał do sportowej szkoły średniej. Później przeniósł się do Los Angeles, próbując dostać się do przemysłu muzycznego, przez jeden semestr studiował, ale porzucił studia ze względu na pracę modela i na podróże.

### Kariera
Swoją pracę jako model (ze wzrostem 185 cm) rozpoczął w wieku dziewiętnastu lat. Pojawił się na pierwszych stronach magazynów, między innymi takich jak „Men’s Health, „Men’s Folio”, „Style: Men”, „Elle Man” czy „Indigo”. 
Na początku swojej kariery modela, spróbował swoich sił w branży porno. Wystąpił w filmie Bubble B Entertainment Alluring Cumback (2005) pod pseudonimem Caleb Tucker i wziął udział z kilku nagich sesjach zdjęciowych.
W 2009 pracował dla międzynarodowej marki International Jock reklamując slipy. W 2011 brał udział w kampaniach reklamowych dla Dolce & Gabbana.
W latach 2012–2014 wystąpił w kampanii dla Armani Jeans i Emporio Armani. Ponadto, również reklamował wyroby Buffalo, Gas Jeans, Calvin Klein, Soul Free, Guess i Gap Inc. Pojawiał się w reklamach telewizyjnych w Azji, Tokio, Hongkongu, Singapurze i Kuala Lumpur.
Reprezentował m.in. czeską agencję Jaro Management, DNA Models w Nowym Jorku, Nous Model Management, Premier & Success i Two Management w Los Angeles.

## Nagrody i nominacje
| Rok  | Nagroda    | Kategoria          | Rezultat  |
| ---- | ---------- | ------------------ | --------- |
| 2020 | XBIZ Award | Artysta klipu roku | Nominacja |